# Comunitat
|  | Per a altres significats, vegeu «Comunitat (desambiguació)». |

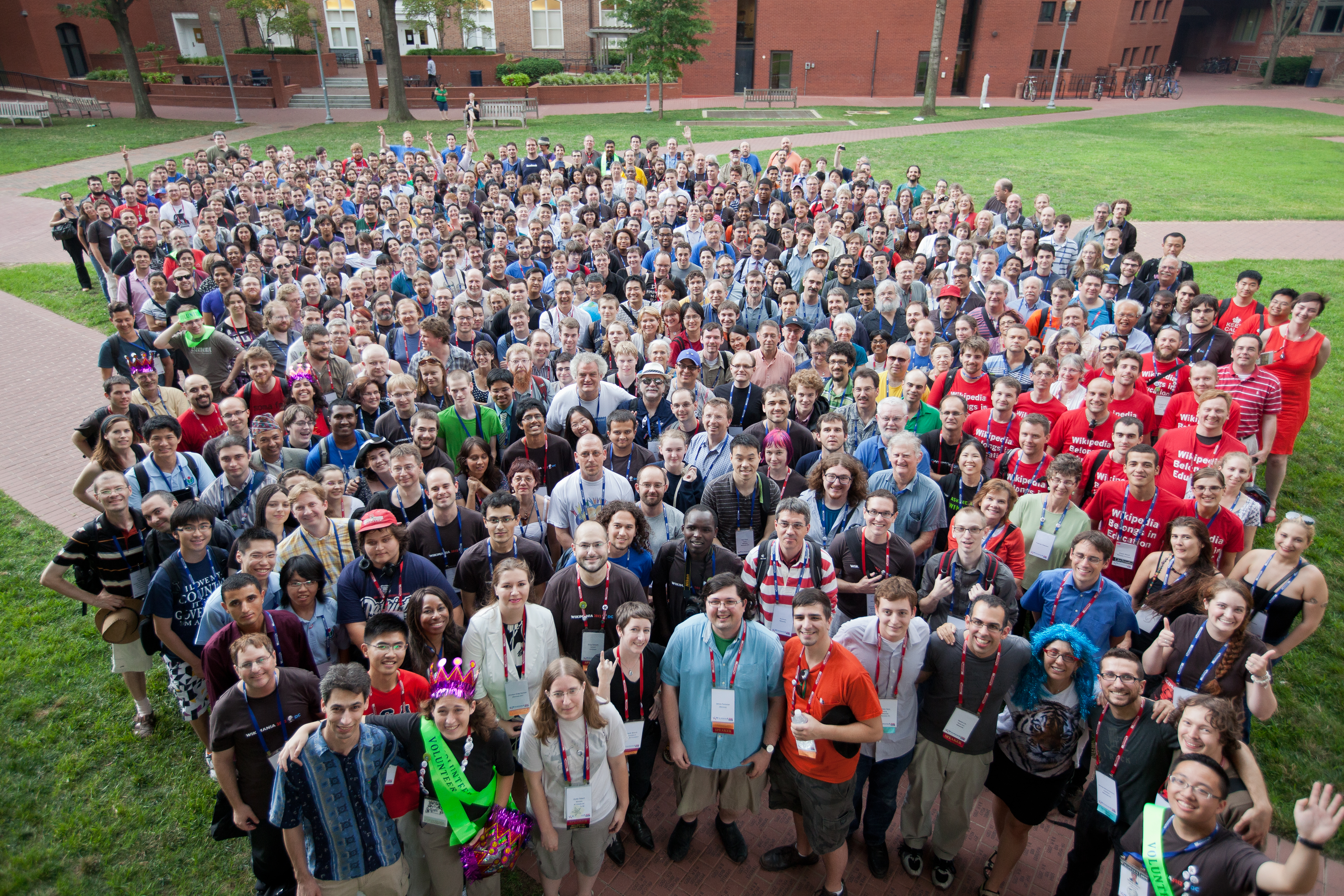
Un exemple de comunitat n'és la comunitat Wikipedia

Una comunitat és un grup de persones que viuen en interacció en un lloc comú, podent estar-hi presents i comuns alguns interessos, creences, recursos naturals, preferències, necessitats, riscos o una sèrie d'altres condicions que afecten a la identitat dels participants i el seu grau de cohesió.
En sociologia, el concepte de comunitat ha donat lloc a un important debat, i els sociòlegs estan encara per arribar a un acord sobre una definició del terme. Hi havia noranta-quatre definicions de la paraula a mitjan dècada de 1950.
En ecologia, una comunitat és un grup d'organismes que interaccionen compartint un ambient. En sociologia sovint es refereix a un grup que està organitzat al voltant de valors comuns i la cohesió social dins d'un lloc geogràfic compartit, en general, en unitats socials més grans que una casa però, des de l'adveniment d'Internet, no té forçosament limitacions geogràfiques, existint també comunitats en línia.

## Etimologia
La paraula comunitat es deriva del francès antic communité, que es deriva del llatí communitas (cum, "amb o junts" + munus, "regal"), un terme ampli per a la comunió o la societat organitzada.

## Principis de regulació
Les comunitats es regulen segons uns principis bàsics: adaptació (els membres que en volen formar part intenten assimilar les normes internes), historicitat (la trajectòria de la comunitat com a tal influeix en la situació present), recursos (elements que els membres de la comunitat posen en joc en la seva interacció) i interdependència (cada membre de la comunitat altera tot el conjunt i es veu influït per la resta).

## Sentiment de comunitat
El sentit de comunitat es refereix als sentiments que uneixen els membres de la comunitat com a persones que pertanyen a un grup i s'autodefineixen com a tal. És l’element cohesionador i potenciador de l’acció en comú. És causat per les vivències que s'han compartit com a comunitat i, justament, és allò intangible que les persones senten en relació amb les altres persones que configuren aquesta comunitat. Una comunitat ho és atès que aquest sentiment manté els llaços entre les persones que la configuren.
Alhora, el sentit de comunitat és potenciat per l’acció comunitària que es pugui emprendre en un moment donat. Els èxits, fracassos, esdeveniments importants, festes, etc., que s'executen conjuntament van alimentant aquest sentit de comunitat, permeten la sensació d’unitat i van generant una percepció de cohesió. La força que dona el sentiment de comunitat és indispensable per proposar accions de transformació social en les comunitats. L’acció comunitària és entesa com totes les reflexions i activitats que es duen a terme per part dels membres de la comunitat a partir d’una organització o grup comunitari, i que busquen la transformació de situacions que ells/es veuen com a problemàtiques.